# Stenolejeunea dentata
Stenolejeunea dentata là một loài Rêu trong họ Lejeuneaceae. Loài này được (Stephani) Pocs miêu tả khoa học đầu tiên năm 1995.